# Alvar Jonasson
Sven Alvar Sigfrid Jonasson, född 6 september 1917 i Hakarps församling (Huskvarna), död 8 juli 1997 i Kalmar, var en svensk målare, journalist och tidningstecknare.
Han var son till besiktningsmannen Albert Jonasson och Elisabet Strid, broder till konstnären Lennart Jonasson samt mellan 1942 och 1976 gift med Gullan Karlsson. Paret fick två barn, Lillemor 1943 och Jan 1949.
Han studerade teckning för Leon Welamson i Stockholm. Jonasson var anställd som journalist och tecknare vid Barometern i Kalmar. Som konstnär medverkade han med oljemålningar, gouacher och teckningar vid Vätterpalettens utställningar i Huskvarna. Han utgav 1941 boken Minnen från beredskapstjänstens vedermödor. Jonasson är representerad vid bland annat Kalmar konstmuseum.